# 21世纪海上丝绸之路博览会
21世纪海上丝绸之路博览会简称海丝博览会，每年均在福州市举办。

## 背景
1994年时任福州市委书记习近平为了加快福州市的社会经济发展，创办了福州国际招商月。2018年中共中央批准海交会，將福州国际招商月更名為「21世纪海上丝绸之路博览会」并永久落户福州。
2021年5月18日，第四届21世纪海上丝绸之路博览会暨第二十三届海峡两岸经贸交易会在福建福州启幕。